# Biblioteka Narodowa Królestwa Maroka
Biblioteka Narodowa Królestwa Maroka – biblioteka narodowa w Rabacie w Maroku.

## Historia
Biblioteka powstała w 1924 roku i nosiła nazwę Bibliothèque Générale. W 1926 roku zmieniono jej nazwę na Bibliothèque Générale et Archives (BGA). W 2003 roku podjęto decyzję o budowie nowego, nowoczesnego budynku dla biblioteki. Projekt przygotowali dwaj młodzi marokańscy architekci: Abdelouahed Mountassi r i Rachid Andaloussi. Wtedy też została zmieniona nazwa na  Biblioteka Narodowa Królestwa Maroka (Bibliothèque Nationale du Royaume du Maroc). Otwarcie nowego budynku nastąpiło 15 października 2008 roku. Łączy on nowoczesność z tradycją. Ma powierzchnię  18 250 m². Na dwóch poziomach znalazła się galeria do organizowania wystaw, sale konferencyjne, sala z widownią na 300 osób, kawiarnia i czytelnia. Nad budynkiem góruje 28-metrowa wieża przypominająca minaret. Zbiory książek i rzadkich rękopisów umieszczono na 11 pietrach  wieży. Budynek jest klimatyzowany. W 2009 roku biblioteka rozpoczęła digitalizację zbiorów. Zakupiono specjalistyczne skanery i do 2014 roku zeskanowano połowę zbiorów. W kwietniu 2020 roku biblioteka udostępniła za pośrednictwem swojej strony internetowej zbiór audiobooków w języku arabskim, francuskim, angielskim i włoskim. 

## Zbiory
W 2018 roku biblioteka posiadała 700 000 woluminów, w tym 100 000 rękopisów. 

## Prix Hassan II des Manuscrits
Aby zachęcić Marokańczyków do udostępniania posiadanych rękopisów od 1969 roku jest przyznawana Prix Hassan II des Manuscrits. Głównym celem jest gromadzenie rękopiśmiennego dziedzictwa będącego w posiadaniu marokańskich rodzin, zabezpieczenie poprzez digitalizację i przechowywanie kopii w bibliotece. Podczas wręczania nagród w bibliotece jest organizowana wystawa nagradzanych manuskryptów i rękopisów.

## Lokalizacja
Biblioteka znajduje się na przedmieściach Rabatu w dzielnicy Agdal, w sąsiedztwie ogrodów Agdal. Można do niej dojechać tramwajem.

## Współpraca
W 2009 roku dyrektor Biblioteki Narodowej Tomasz Makowski podpisał umowę o współpracy z Biblioteką Narodową Królestwa Maroka. Ma ona obejmować wymianę doświadczeń we wdrażaniu nowych technologii, szkolenie oraz organizowanie konferencji, wystaw i seminariów naukowych.